# Nicolás Hernández
Nicolás Hernández (General Pico, Provincia de La Pampa, Argentina, 4 de mayo de 1979) es un exfutbolista argentino. Se desempeñaba como delantero.

## Trayectoria
Se inició futbolísticamente en el Club Atlético Costa Brava de General Pico (La Pampa). Luego pasó a River Plate donde dio sus primeros pasos en el profesionalismo, sin trabajar con el primer equipo. Debutó en la Primera división argentina el 1 de junio de 1999 en Ferro Carril Oeste. Luego pasó a Colón.
En el año 2002 fue a jugar a Italia, en el Cremonese, y más tarde volvió a Argentina a jugar en el Nacional B, en San Martín de Mendoza, y luego en Club Atlético Huracán, equipo con el que disputó 60 partidos y conquistó 18 goles.
En el año 2005 pasó al Cobreloa de Chile, y en marzo de 2006 pasó al Colorado Rapids de la MLS, la liga de fútbol estadounidense. En febrero de 2008, luego de dos temporadas en ese equipo, fue transferido al Columbus Crew a cambio de Tim Ward.
En enero del 2009, es transferido a la Liga Deportiva Alajuelense de Costa Rica.
Luego de su paso por el fútbol de Vietnam, recala en Ferro de General Pico (su ciudad natal), hasta su retiro en el año 2016.

## Clubes
| Club                  | País           | Año       |
| --------------------- | -------------- | --------- |
| Ferro Carril Oeste    | Argentina      | 1999      |
| Colón                 | Argentina      | 2000-2002 |
| Cremonese             | Italia         | 2002      |
| San Martín de Mendoza | Argentina      | 2003      |
| Huracán               | Argentina      | 2003-2005 |
| Cobreloa              | Chile          | 2005      |
| Colorado Rapids       | Estados Unidos | 2006-2008 |
| Columbus Crew         | Estados Unidos | 2008-2009 |
| Alajuelense           | Costa Rica     | 2009      |
| Đà Nẵng FC            | Vietnam        | 2009-2013 |
| Quang Nam FC          | Vietnam        | 2013-2014 |
| Ferro                 | Argentina      | 2014-2016 |